# Linia kolejowa 45 Sárbogárd – Székesfehérvár
Linia kolejowa Sárbogárd – Székesfehérvár – linia kolejowa na Węgrzech. Jest to linia jednotorowa, nie zelektryfikowana.

## Historia
Linia została oddana 22 czerwca 1897 roku.